# Chen Ruolin
Chen Ruolin (Jiangsu, 12 december 1992) is een Chinese schoonspringster. Ze vertegenwoordigde haar vaderland op de Olympische Zomerspelen 2008 in Peking, China en op de Olympische Zomerspelen 2012 in Londen, Verenigd Koninkrijk. Ze haalde vier Olympische gouden medailles.

## Carrière
Bij haar internationale debuut, op de Aziatische Spelen 2006 in Doha, Qatar, veroverde Chen, samen met Jia Tong, de gouden medaille bij het synchroonspringen van de 10 meter toren en de zilveren medaille op de 10 meter toren. Op de WK schoonspringen 2007 in Melbourne, Australië sleepte de Chinese, samen met Jia, de wereldtitel in de wacht bij het synchroonspringen van de 10 meter toren, individueel pakte ze de zilveren medaille op de 10 meter toren. Tijdens de Olympische Zomerspelen van 2008 in Peking, China legde Chen beslag op de gouden medaille op de 10 meter toren, bij het synchroonspringen vanaf de 10 meter toren veroverde ze samen met Wang Xin de gouden medaille. In Rome, Italië nam de Chinese deel aan de WK schoonspringen 2009, op dit toernooi sleepte ze de zilveren medaille in de wacht op de 10 meter toren. Bij het synchroonspringen vanaf de 10 meter toren veroverde ze samen met Wang Xin de wereldtitel.

## Internationale toernooien
| Jaar | Olympische Spelen                                            | WK schoonspringen                                              | Aziatische Spelen                                            |
| ---- | ------------------------------------------------------------ | -------------------------------------------------------------- | ------------------------------------------------------------ |
| 2006 |                                                              |                                                                | 10 meter toren · 10 meter toren synchro · Samen met Jia Tong |
| 2007 |                                                              | 10 meter toren · 10 meter toren synchro · Samen met Wang Xin   |                                                              |
| 2008 | 10-meterplank · 10 meter toren synchro · Samen met Wang Xin  |                                                                |                                                              |
| 2009 |                                                              | 10 meter toren · 10 meter toren synchro · Samen met Wang Xin   |                                                              |
| 2010 |                                                              |                                                                | 10 meter toren synchro · Samen met Yang Liguang              |
| 2011 |                                                              | 10 meter toren · 10 meter toren synchro · Samen met Wang Hao   |                                                              |
| 2012 | 10 meter toren · 10 meter toren synchro · Samen met Wang Hao |                                                                |                                                              |
| 2013 |                                                              | 10 meter toren · 10 meter toren synchro · Samen met Liu Huixia |                                                              |
| 2014 |                                                              |                                                                | 10 meter toren synchro · Samen met Liu Huixia                |
| 2015 |                                                              | 10 meter toren synchro · Samen met Liu Huixia                  |                                                              |
| 2016 | 10 meter toren synchro · Samen met Liu Huixia · team         |                                                                |                                                              |